# Суетов, Виталий Геннадьевич
Виталий Геннадьевич Суетов (28 апреля 1971, Волгоград) — советский и российский футболист, полузащитник и нападающий.

## Биография
Воспитанник волгоградского футбола. Взрослую карьеру начинал в 1998 году в команде КФК «МЦОП-Волгоградец» вместе с Леонидом Слуцким. Затем играл за армейский клуб «Звезда» (Городище) во второй и второй низшей лигах. Часть сезона 1990 года провёл в дубле «Ротора», выступавшего тогда в высшей лиге, сыграл 12 матчей и забил один гол в первенстве дублёров.
После распада СССР провёл полтора сезона во второй лиге России в дубле «Ротора», затем полгода отыграл в первой лиге за казанский «Рубин-ТАН». В 1994 году перешёл в «Торпедо» Волжский, где провёл следующие четыре сезона, сыграв более 100 матчей во второй и первой лигах. Победитель зоны «Центр» второй лиги 1994 года. С 1998 года играл за клубы второй лиги — «Диана» (Волжск) и «Энергетик» (Урень), а часть сезона 1999 года провёл в «Спартаке» (Йошкар-Ола), с которым одержал победу в зональном турнире первенства КФК.
С 2001 года выступал во втором и третьем дивизионах Финляндии за клубы «Виикингит», «КооТееПее», «Атлантис», «Сомерон Воима», «ХИФК». С «Виикингитом» в 2001 году и с «Атлантисом» в 2004 году становился победителем третьего дивизиона. В 2008—2009 годах играл в третьем и втором дивизионах Эстонии за «Лоотус» (Кохтла-Ярве), а в конце карьеры выступал за финский любительский клуб «Спартак» (Хельсинки), представлявший русскую диаспору.
Всего за карьеру сыграл 105 матчей во втором эшелоне российского футбола, 40 — во втором дивизионе Финляндии и 3 — во втором дивизионе Эстонии. На уровне третьих дивизионов СССР, России, Финляндии и Эстонии сыграл 200 матчей. В российский период дважды со своими клубами доходил до стадии 1/16 финала Кубка России — в 1994 году в составе волжского «Торпедо» участвовал в матче против «Ротора», а в 1998 году с «Энергетиком» играл против сочинской «Жемчужины».

## Достижения
- Победитель второй лиги России: 1994 (зона «Центр»)
- Победитель первенства КФК России: 1999 (зона «Поволжье»)
- Победитель третьего дивизиона Финляндии: 2001, 2004
- Победитель третьего дивизиона Эстонии: 2008